# Nhà thờ Giám nhiệm Anh giáo Thánh Margaret của Scotland
Nhà thờ Giám nhiệm Anh giáo Thánh Margaret của Scotland (tiếng Hungary: Skóciai Szent Margit Anglikán Episzkopális Egyház) là một giáo đoàn Anh giáo ở Budapest, Hungary. Nhà thờ thuộc Giáo hội Anh, là một phần của Giáo phận Anh giáo ở Châu Âu.
Nhà thờ cung hiến cho Thánh Margaret của Scotland, công chúa người Anglo-Saxon sinh ra ở Vương quốc Hungary vào thế kỷ 11. Thánh Margaret là vị thánh Hungary nổi tiếng nhất ở Vương quốc Anh. Margaret là con gái của hoàng tử Anh Edward the Exile, và là cháu gái của vua Anh Edmund Ironside.

## Lịch sử
Hiệp thông Anh giáo tồn tại hơn hai thế kỷ ở Hungary. Theo các ghi chép hiện có thì từ những năm 1890, những người truyền giáo Anh giáo xuất hiện ở Hungary. Vào ngày chủ nhật đầu tiên sau cuộc cách mạng năm 1956, người ta tổ chức một buổi lễ thờ phụng Anh giáo. Lâu đài Tata ở hạt Komárom-Esztergom có một nhà nguyện Anh giáo từng được sử dụng trong các buổi lễ chính thức.

## Lễ thờ
Buổi lễ thờ phượng diễn ra thường xuyên tại Nhà thờ Anh vào 10h30 mỗi sáng chủ nhật. Nhà thờ có địa chỉ tại số 51, đường Szentkirály, Budapest. Lễ ban thánh thể cử hành hầu hết vào các ngày Chủ nhật tại Balaton, trong làng Zalaszántó, gần thị trấn Keszthely.